# Дребнолистна липа
Дребнолистната липа (Tilia cordata) e дърво високо до 30 m. Младите клонки отначало са овласени, но по-късно – голи с дребни лещанки. Листата са до 10 cm, отгоре тъмнозелени, отдолу синкавозелени с ръждиви власинки в ъглите между жилките. Цветовете са ароматни, плодовете са сферични трошливи орехчета. Разпространена е в горите и храсталаците на долния и среден височинен пояс до 1500 m н.в. Ценена като лечебно растение, чай и за пчелна паша.
- Клонка с цвят
- Плод
- Кора
- Bombus hypnorum върху цвета